# Cayo Anclote
Cayo Anclote (en inglés: Anclote Key) es una isla estadounidense en la costa del estado de Florida, situada en las coordenadas geográficas 28°11′16″N 82°50′44″O / 28.18778, -82.84556 cerca de Tarpon Springs. Su nombre proviene de la palabra española para "ancla", un anclote, es una ancla pequeña y ligera. La isla es accesible solamente por barco y se divide entre el Parque estadal de preservación del Cayo Anclote (Anclote Key Preserve State Park) y la Reserva nacional de vida salvaje Cayo Anclote (Anclote National Wildlife Reserve). La isla contiene  manglares, pinos costeros y playas. Un gran número de nidos de aves playeras se reproducen en cayo Anclote y las islas circundantes. El Cayo Arena o Sand Key se encuentra cerca.